# 范爱华
范爱华，武汉大学教授，研究方向为动力系统和遍历理论、概率论、分形几何等。中华人民共和国教育部第四批"长江学者"特聘教授，曾在法国、瑞典等国的学术机构担任教授。